# Patrik Laine
Patrik Laine, född 19 april 1998 i Tammerfors, är en finländsk professionell ishockeyspelare som spelar för Montreal Canadiens i National Hockey League (NHL). Han har tidigare spelat för Tappara i Liiga och Winnipeg Jets och Columbus blue jackets  I NHL.
Laine draftades av Winnipeg Jets i första rundan i 2016 års draft som andra spelare totalt.
Säsongen 2015/2016 var en hektisk säsong för Laine då han var 17 år och spelade för Tappara i finska högstaligan, kallad Liiga. 17-åringen öste in poäng åt sitt lag och var även en av de absolut viktigaste spelarna i laget. Som underårig var han med i Junior-VM som då var i hemlandet Finland. Som underårig kom Laine in i laget som en superstjärna och var given att få en plats. Tillsammans med Jesse Puljujärvi (då 17) och Sebastian Aho (då 18) utgjorde de tillsammans en supertrio som dominerade.Tillsammans hela 34 poäng på 7 matcher varav 13 av dem gjorde Laine. Det slutade till sist att Finland vann mästerskapet med Laine i spetsen. Ett par månader senare vann även Laine guld med sitt klubblag Tappara.

## Statistik
| 2014–2015    | Tappara               | Liiga        | 6   | 0   | 1   | 1   | 2   | —  | —  | — | —  | — |
|              | Lempäälän Kisa        | Mestis       | 36  | 5   | 7   | 12  | 14  | 2  | 0  | 0 | 0  | 2 |
| 2015–2016    | Tappara               | Liiga        | 46  | 17  | 16  | 33  | 6   | 18 | 10 | 5 | 15 | 6 |
| 2016–2017    | Winnipeg Jets         | NHL          | 73  | 36  | 28  | 64  | 26  | —  | —  | — | —  | — |
| 2017–2018    | Winnipeg Jets         | NHL          | 82  | 44  | 26  | 70  | 24  | 17 | 5  | 7 | 12 | 4 |
| 2018–2019    | Winnipeg Jets         | NHL          | 82  | 30  | 20  | 50  | 42  | 6  | 3  | 1 | 4  | 0 |
| 2019–2020    | Winnipeg Jets         | NHL          | 68  | 28  | 35  | 63  | 22  | 1  | 0  | 0 | 0  | 0 |
| 2020–2021    | Winnipeg Jets         | NHL          | 1   | 2   | 1   | 3   | 4   | —  | —  | — | —  | — |
|              | Columbus Blue Jackets | NHL          | 45  | 10  | 11  | 21  | 21  | —  | —  | — | —  | — |
| NHL totalt   | NHL totalt            | NHL totalt   | 351 | 150 | 121 | 271 | 139 | 24 | 8  | 8 | 16 | 4 |
| Liiga totalt | Liiga totalt          | Liiga totalt | 52  | 17  | 17  | 34  | 8   | 18 | 10 | 5 | 10 | 6 |

### Internationellt
| Källa: Uppdaterad: 2021-05-31 | Källa: Uppdaterad: 2021-05-31 | Källa: Uppdaterad: 2021-05-31 |         | Utv = Utvisningsminuter | Utv = Utvisningsminuter | Utv = Utvisningsminuter | Utv = Utvisningsminuter | Utv = Utvisningsminuter |
| År                            | Lag                           | Mästerskap                    | Matcher | Mål                     | Assists                 | Poäng                   | Utv                     |                         |
| ----------------------------- | ----------------------------- | ----------------------------- | ------- | ----------------------- | ----------------------- | ----------------------- | ----------------------- | ----------------------- |
| 2014                          | Finland                       | Ivan Hlinka                   | 3       | 1                       | 0                       | 1                       | 2                       |                         |
| 2015                          | Finland                       | U18-VM                        | 7       | 8                       | 3                       | 11                      | 0                       |                         |
| 2016                          | Finland                       | JVM                           | 7       | 7                       | 6                       | 13                      | 6                       |                         |
| 2016                          | Finland                       | VM                            | 10      | 7                       | 5                       | 12                      | 4                       |                         |
| 2016                          | Finland                       | World Cup                     | 3       | 0                       | 0                       | 0                       | 0                       |                         |
| Junior totalt                 | Junior totalt                 | Junior totalt                 | 17      | 16                      | 9                       | 25                      | 8                       |                         |
| Senior totalt                 | Senior totalt                 | Senior totalt                 | 13      | 7                       | 5                       | 12                      | 4                       |                         |